# Matriz triangular

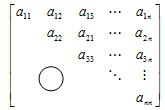
Matriz triangular superior. Todas las entradas bajo la diagonal principal son nulas

En álgebra lineal, una matriz triangular es un tipo especial de matriz cuadrada cuyos elementos están por encima o por debajo de su diagonal principal o su diagonal secundaria son cero. Debido a que los sistemas de ecuaciones lineales con matrices triangulares son mucho más fáciles de resolver, las matrices triangulares son utilizadas en análisis numérico para resolver sistemas de ecuaciones lineales, calcular inversas y determinantes de matrices. El método de descomposición LU permite descomponer cualquier matriz invertible como producto de una matriz triangular inferior L y una superior U.

## Descripción
Una matriz cuadrada de orden n se dice que es triangular superior si es de la forma:
{\displaystyle U=\left[{\begin{array}{ccccccc}u_{11}&u_{12}&u_{13}&.&.&.&u_{1n}\\0&u_{22}&u_{23}&.&.&.&u_{2n}\\0&0&u_{33}&.&.&.&u_{3n}\\.&.&..&.&.&.&.\\.&.&.&.&.&.&.\\.&.&.&.&.&.&.\\0&0&0&.&.&.&u_{nn}\\\end{array}}\right]}
Análogamente, se dice que es una matriz triangular inferior una matriz de la forma:
{\displaystyle L=\left[{\begin{array}{ccccccc}l_{11}&0&0&.&.&.&0\\l_{21}&l_{22}&0&.&.&.&0\\l_{31}&l_{32}&l_{33}&.&.&.&0\\.&.&.&.&.&.&.\\.&.&.&.&.&.&.\\.&.&.&.&.&.&.\\l_{n1}&l_{n2}&l_{n3}&.&.&.&l_{nn}\\\end{array}}\right]}
Se suelen emplear las letras U y L, respectivamente, ya que U es la inicial de upper triangular matrix y L de lower triangular matrix, los nombres que reciben estas matrices en inglés.

## Ejemplos
Esta matriz es triangular superior:
{\displaystyle \left[{\begin{array}{ccc}1&4&2\\0&3&4\\0&0&1\end{array}}\right]}
Esta matriz es triangular inferior:
{\displaystyle \left[{\begin{array}{ccc}1&0&0\\2&8&0\\4&9&7\end{array}}\right]}
Esta matriz es triangular superior unitaria, ya que los elementos en su diagonal son 1, la matriz triangular inferior unitaria es análoga:
{\displaystyle \left[{\begin{array}{ccc}1&4&2&5&6\\0&1&4&8&-1\\0&0&1&4&3\\0&0&0&1&3\\0&0&0&0&1\\\end{array}}\right]}

## Propiedades de las matrices triangulares
- Una matriz triangular superior e inferior diagonaliza en una base de vectores propios(matriz diagonal) SI Y SOLO SI los elementos de su diagonal son distintos dos a dos.
- El producto de dos matrices triangulares superiores (inferiores) es una matriz triangular superior (inferior).
- La transpuesta de una matriz triangular superior es una matriz triangular inferior y viceversa.
- El determinante de una matriz triangular es el producto de los elementos de la diagonal.
- Una matriz triangular es invertible si y solo si todos los elementos de la diagonal son no nulos. En este caso, la inversa de una matriz triangular superior (inferior) es otra matriz triangular superior (inferior).
- Los valores propios de una matriz triangular son los elementos de la diagonal principal.

## Aplicaciones
Al resolver sistemas de ecuaciones lineales de la forma {\displaystyle Ax=b}, es común usar algún método de factorización para descomponer la matriz A en factores tales que simplifiquen o faciliten la solución del sistema, tenemos por ejemplo la factorización LU que descompone A en dos matrices triangulares, una inferior (Lower) {\displaystyle L},  y otra superior (Upper) {\displaystyle U}, tal que {\displaystyle A=LU}, obteniendo el sistema equivalente {\displaystyle LUx=b}, que reemplazando {\displaystyle Ux} por {\displaystyle y} puede resolverse separadamente para {\displaystyle Ly=b} y luego para {\displaystyle Ux=y}.
Un sistema de ecuaciones lineales en forma matricial
{\displaystyle \mathbf {L} \mathbf {x} =\mathbf {b} }
o
{\displaystyle \mathbf {U} \mathbf {x} =\mathbf {b} }
es muy fácil de resolver. El primer sistema puede escribirse como 
{\displaystyle {\begin{matrix}l_{1,1}x_{1}&&&&&=&b_{1}\\l_{2,1}x_{1}&+&l_{2,2}x_{2}&&&=&b_{2}\\\vdots &&\vdots &\ddots &&&\vdots \\l_{m,1}x_{1}&+&l_{m,2}x_{2}&+\ldots +&l_{m,m}x_{m}&=&b_{m}\\\end{matrix}}}
que puede resolverse siguiendo un simple algoritmo recursivo
{\displaystyle x_{1}={\frac {b_{1}}{l_{1,1}}},}
{\displaystyle x_{2}={\frac {b_{2}-l_{2,1}x_{1}}{l_{2,2}}},}
{\displaystyle \vdots }
{\displaystyle x_{m}={\frac {b_{m}-\sum _{i=1}^{m-1}l_{m,i}x_{i}}{l_{m,m}}}.}
De forma análoga puede resolverse un sistema dado por una matriz triangular superior.
La factorización de Cholesky y la factorización LDLT, son otros métodos para descomponer la matriz A en matrices triangulares, aunque estos requieren que la matriz A sea simétrica y adicionalmente para la factorización de Cholesky que sea definida positiva.